# Eleonoria chuchiensis
Eleonoria chuchiensis är en stekelart som först beskrevs av Chou 1995.  Eleonoria chuchiensis ingår i släktet Eleonoria och familjen bracksteklar. Inga underarter finns listade i Catalogue of Life.